# Balonmano en los Juegos Suramericanos
El balonmano en los Juegos Suramericanos es la competición de ese deporte, que se celebra en el marco de los Juegos Suramericanos.

## Torneo masculino
| Edición       | Sede                               | Equipos | Oro       | Plata     | Bronce  |
| 2002 Detalles | Río de Janeiro y São Paulo, Brasil | 5       | Argentina | Brasil    | Uruguay |
| 2006 Detalles | Buenos Aires, Argentina            | 4       | Argentina | Uruguay   | Chile   |
| 2010 Detalles | Medellín, Colombia                 | 5       | Brasil    | Argentina | Chile   |
| 2014 Detalles | Santiago, Chile                    | 7       | Brasil    | Argentina | Chile   |
| 2018 Detalles | Cochabamba, Bolivia                | 7       | Brasil    | Argentina | Chile   |
| 2022 Detalles | Asunción, Paraguay                 | 5       | Argentina | Chile     | Uruguay |

### Países participantes
Desde la primera competición, han participado en total nueve países.
| Equipo    | 2002              | 2006              | 2010              | 2014              | 2018              | 2022              | Total |
| --------- | ----------------- | ----------------- | ----------------- | ----------------- | ----------------- | ----------------- | ----- |
| Argentina | Medalla de oro    | Medalla de oro    | Medalla de plata  | Medalla de plata  | Medalla de plata  | Medalla de oro    | 6     |
| Bolivia   | –                 | –                 | –                 | –                 | 7.°               | –                 | 1     |
| Brasil    | Medalla de plata  | –                 | Medalla de oro    | Medalla de oro    | Medalla de oro    | –                 | 4     |
| Chile     | 4.°               | Medalla de bronce | Medalla de bronce | Medalla de bronce | Medalla de bronce | Medalla de plata  | 6     |
| Colombia  | –                 | –                 | 5.°               | 7.°               | –                 | –                 | 2     |
| Paraguay  | 5.°               | 4.°               | –                 | 6.°               | –                 | 4.°               | 4     |
| Perú      | –                 | –                 | –                 | –                 | 6.°               | –                 | 1     |
| Uruguay   | Medalla de bronce | Medalla de plata  | 4.°               | 4.°               | 4.°               | Medalla de bronce | 6     |
| Venezuela | –                 | –                 | –                 | 5.°               | 5.°               | 5.°               | 3     |
| Total     | 5                 | 4                 | 5                 | 7                 | 7                 | 5                 |       |

### Medallero
| Núm. | País            | Oro | Plata | Bronce | Total |
| ---- | --------------- | --- | ----- | ------ | ----- |
| 1    | Argentina (ARG) | 3   | 3     | 0      | 6     |
| 2    | Brasil (BRA)    | 3   | 1     | 0      | 4     |
| 3    | Chile (CHI)     | 0   | 1     | 4      | 5     |
| 4    | Uruguay (URU)   | 0   | 1     | 2      | 3     |

## Torneo femenino
| Edición       | Sede                               | Equipos | Oro       | Plata     | Bronce    |
| 2002 Detalles | Río de Janeiro y São Paulo, Brasil | 4       | Brasil    | Argentina | Uruguay   |
| 2006 Detalles | Buenos Aires, Argentina            | 4       | Argentina | Paraguay  | Chile     |
| 2010 Detalles | Medellín, Colombia                 | 6       | Argentina | Brasil    | Uruguay   |
| 2014 Detalles | Santiago, Chile                    | 5       | Brasil    | Argentina | Chile     |
| 2018 Detalles | Cochabamba, Bolivia                | 7       | Brasil    | Argentina | Chile     |
| 2022 Detalles | Asunción, Paraguay                 | 6       | Brasil    | Paraguay  | Argentina |

### Países participantes
Desde la primera competición, han participado en total ocho países.
| Equipo    | 2002              | 2006              | 2010              | 2014              | 2018              | 2022              | Total |
| --------- | ----------------- | ----------------- | ----------------- | ----------------- | ----------------- | ----------------- | ----- |
| Argentina | Medalla de plata  | Medalla de oro    | Medalla de oro    | Medalla de plata  | Medalla de plata  | Medalla de bronce | 6     |
| Bolivia   | -                 | -                 | -                 | -                 | 7.°               | 6.°               | 2     |
| Brasil    | Medalla de oro    | -                 | Medalla de plata  | Medalla de oro    | Medalla de oro    | Medalla de oro    | 5     |
| Chile     | -                 | Medalla de bronce | 4.°               | Medalla de bronce | Medalla de bronce | 5.°               | 5     |
| Colombia  | -                 | -                 | 6.°               | -                 | -                 | -                 | 1     |
| Paraguay  | 4.°               | Medalla de plata  | 5.°               | 5.°               | 4.°               | Medalla de plata  | 6     |
| Perú      | -                 | -                 | -                 | -                 | 6.°               | -                 | 1     |
| Uruguay   | Medalla de bronce | 4.°               | Medalla de bronce | 4.°               | 5.°               | 4.°               | 6     |
| Total     | 4                 | 4                 | 6                 | 5                 | 7                 | 6                 |       |

### Medallero
| Núm.  | País            | Oro | Plata | Bronce | Total |
| ----- | --------------- | --- | ----- | ------ | ----- |
| 1     | Brasil (BRA)    | 4   | 1     | 0      | 5     |
| 2     | Argentina (ARG) | 2   | 3     | 1      | 6     |
| 3     | Paraguay (PAR)  | 0   | 2     | 0      | 2     |
| 4     | Chile (CHI)     | 0   | 0     | 3      | 3     |
| 5     | Uruguay (URU)   | 0   | 0     | 2      | 2     |
| Total | Total           | 5   | 5     | 5      | 15    |